# Baiyina (The Clear Evidence)
| Recensione | Giudizio |
| ---------- | -------- |
| AllMusic   |          |

Baiyina (The Clear Evidence) è il quarto album di Pat Martino, pubblicato dalla casa discografica Prestige Records nel novembre del 1968.

## Tracce

### LP
Lato A
1. Baiyina – 12:03 (musica: Pat Martino)
2. Where Love's a Grown Up God – 6:35 (musica: Pat Martino)

Lato B
1. Israfel – 6:18 (musica: Pat Martino)
2. Distant Land – 13:08 (musica: Pat Martino)

## Formazione
- Pat Martino – chitarra
- Bobby Rose – seconda chitarra
- Gregory Herbert – sassofono alto, flauto
- Richard Davis – contrabbasso
- Charlie Persip – batteria
- Reggie Ferguson – tabla
- Balakrishna (Khalil Balakrishna) – tamboura

Note aggiuntive
- Don Schlitten – produttore
- Registrazioni effettuate l'11 giugno 1968 a New York City, New York
- Richard Alderson – ingegnere delle registrazioni
- Michael Cuscuna – note retrocopertina album originale[2]